# Osobiście
Osobiście – pierwszy solowy album Onara, członka zespołu Płomień 81. Za produkcję odpowiadają Kociołek, Rx, Scoop, Camey i Szogun. Gościnnie pojawili się Lerek i Pezet.

## Lista utworów
Opracowano na podstawie materiału źródłowego.
| #  | Tytuł                                     | Producent | Czas |
| -- | ----------------------------------------- | --------- | ---- |
| 1  | "Osobiście"                               | Kociołek  | 3:01 |
| 2  | "Drugie piętro" (gościnnie: Lerek, Pezet) | Rx        | 4:06 |
| 3  | "5 minut"                                 | Kociołek  | 2:49 |
| 4  | "Ten wieczór"                             | Scoop     | 3:35 |
| 5  | "Weź to poczuj" (gościnnie: Lerek)        | Kociołek  | 3:47 |
| 6  | "'04 to już nie '95" (gościnnie: Pezet)   | Kociołek  | 3:29 |
| 7  | "To jest to miasto"                       | Kociołek  | 2:52 |
| 8  | "Bez komentarza"                          | Rx        | 3:06 |
| 9  | "Palę mosty"                              | Scoop     | 3:41 |
| 10 | "Znowu w klubie"                          | Rx        | 3:32 |
| 11 | "Dla wszystkich ziomów"                   | Kociołek  | 3:19 |
| 12 | "Oddaj hajs"                              | Scoop     | 3:45 |
| 13 | "Wszystko albo nic" (gościnnie: Lerek)    | Camey     | 3:44 |
| 14 | "W tym kraju"                             | Scoop     | 3:28 |
| 15 | "Ty chcesz to mieć" (scratche: DJ Homer)  | Szogun    | 3:29 |